# Placopsilininae
Placopsilininae es una subfamilia de foraminíferos bentónicos de la familia Placopsilinidae, de la superfamilia Lituoloidea, del suborden Lituolina y del orden Lituolida. Su rango cronoestratigráfico abarca desde el Jurásico hasta la Actualidad.

## Discusión
Clasificaciones previas incluían Placopsilininae en el suborden Textulariina del orden Textulariida, o en el orden Lituolida sin diferenciar el suborden Lituolina.

## Clasificación
Placopsilininae incluye a los siguientes géneros:
- Acruliammina †
- Ammocibicides
- Ammocibicoides
- Lapillincola †
- Placopsilina
- Subbdelloidina †

Otro género asignado a Placopsilininae y clasificado actualmente en otra subfamilia es:
- Flatschkofelia †, ahora en la familia Flatschkofeliinae

Otro género considerado en Placopsilininae es:
- Eoplacopsilina †, aceptado como Subbdelloidina